# Điện trở quang
Điện trở quang hay quang trở, photoresistor, photocell, LDR (viết tắt tiếng Anh: Light-dependent resistor), là linh kiện điện tử chế tạo bằng chất đặc biệt có điện trở thay đổi giảm theo mức ánh sáng chiếu vào. Đó là điện trở phi tuyến, phi ohmic.
Quang trở được dùng làm cảm biến nhạy sáng trong các mạch dò, ví dụ trong máy đo ánh sáng khi chụp ảnh, trong mạch xác định mức sáng tối của môi trường để kích hoạt đóng cắt đèn chiếu sáng tự động.

## Nguyên lý hoạt động
Quang trở làm bằng chất bán dẫn trở kháng cao và không có tiếp giáp nào. Trong bóng tối, quang trở có điện trở đến vài MΩ. Khi có ánh sáng, điện trở giảm xuống mức một vài trăm Ω .
Hoạt động của quang trở dựa trên hiệu ứng quang điện trong khối vật chất. Khi photon có năng lượng đủ lớn đập vào, sẽ làm bật electron khỏi phân tử, trở thành tự do trong khối chất và làm chất bán dẫn thành dẫn điện. Mức độ dẫn điện tuỳ thuộc số photon được hấp thụ.
Tuỳ thuộc chất bán dẫn mà quang trở phản ứng khác nhau với bước sóng photon khác nhau. Quang trở phản ứng trễ hơn điốt quang, cỡ 10 ms, nên nó tránh được thay đổi nhanh của nguồn sáng .
Các vật liệu dùng cho chế tạo quang trở có:
- Cadmi sulfide (CdS) và Cadmi selenide (CdSe), nhưng tại châu Âu đang cấm dùng cadmi.
- Chì(II) sulfide (PbS) và Indi antimonua (InSb) được sử dụng cho vùng phổ hồng ngoại.
- Gecu là cảm biến dò hồng ngoại xa tốt nhất, được sử dụng trong thiên văn hồng ngoại và quang phổ hồng ngoại.

## Ứng dụng
Quang trở được dùng làm cảm biến nhạy sáng trong các mạch dò sáng tối để đóng cắt đèn chiếu sáng.
Dàn nhạc có guitar điện thì dùng quang trở để nhận biết độ sáng từ dàn đèn màu nhạc để tạo hiệu ứng âm thanh.
Trong thiên văn hồng ngoại và quang phổ hồng ngoại, hợp chất Gecu được chế thành bảng photocell làm cảm biến ảnh.